# Брезница (Кралевско)
Вижте пояснителната страница за други значения на Брезница.
Брезница е крепост която се намира в планината Котленик, на 20 km северно от Кралево.
Днес от нея са останали руини. Съставна част на северозападната полоса на т.нар. моравска укрепителна система. 